# Maria Frensborg
Maria Elisabeth Sellerfors Frensborg, född 25 december 1974 i Uppsala, är en svensk författare av barn- och ungdomsböcker.
Maria Frensborg studerade litteraturvetenskap, engelska och pedagogik vid Uppsala universitet för att senare bli gymnasielärare i svenska och engelska. Hon är verksam i Uppsala och parallellt med arbetet som lärare verkar hon som författare men håller  även skrivarkurser. Hennes målgrupp sträcker sig från lågstadiet upp till gymnasiet men hon har även skrivit lättlästa böcker för vuxna.